# São Miguel (Lisbonne)
Pour les articles homonymes, voir São Miguel.
São Miguel est une freguesia de Lisbonne.